# Biomedical Optics Express
Biomedical Optics Express es una revista científica revisada por pares publicada mensualmente por la Sociedad Óptica . El alcance de la revista abarca la investigación fundamental y el desarrollo tecnológico de la óptica aplicada a estudios biomédicos y aplicaciones clínicas. Se considera una de las principales revistas en el campo de la óptica. El fundador y primer editor en jefe es Joseph A. Izatt (Universidad de Duke). El editor en jefe actual es Ruikang (Ricky) Wang de la Universidad de Washington , EE. UU.

## Resumen e indexación
La revista está resumida e indexada por:
- Science Citation Index Expanded (SCIE)
- Current Contents /Ingeniería, Informática y Tecnología
- Chemical Abstracts Service / CASSI
- PubMed

Según SCI journal, la revista tiene un factor de impacto para 2021 de 3.732.

## Métricas de revista
2023
- Web of Science Group : 3.732
- Índice h de Google Scholar:93
- Scopus: 3.994